# Список абсолютных чемпионов мира по боксу
Список абсолютных чемпионов мира по боксу (англ. List of undisputed boxing champions) — абсолютным чемпионом мира становится боксёр, обладающий титулами чемпиона мира по всем значимым версиям боксёрских организаций.

## История
До середины 1960-х годов практически все чемпионы мира были «Абсолютными». В то время этот термин практически не использовался, первое упоминание о нём датировано 1970-м годом. Две основные боксёрские организации — Всемирный боксёрский совет и Всемирная боксёрская ассоциация — признавали единого чемпиона мира, который, соответственно являлся «Абсолютным». Начиная с 1960-х годов стали появляться чемпионы, которые обладали одним из этих титулов. Обе организации начали вести собственные рейтинги боксёров и проводить объединительные бои. Международная боксёрская федерация вошла в список ведущих боксёрских организаций в 1984 году, таким образом, чтобы стать «Абсолютным» чемпионом мира нужно было завоевать и этот титул. Последней на данный момент организацией, которую признали одной из основных, является Всемирная боксёрская организация — это случилось в 2007 году.

## Основные боксёрские организации
- Атлетическая комиссия штата Нью-Йорк (англ. New York State Athletic Commission) — основана в 1920 году. В 1963 году поддержала создание WBC, но до 1970 года продолжала самостоятельно определять чемпионов мира. После 1970 года, как Джо Фрейзер стал абсолютным чемпионом, сняла с себя полномочий определения чемпионов и сосредоточилась на функционерской деятельности атлетической комиссии[2].
- Всемирная боксёрская ассоциация (WBA) (ранее NBA), основана в 1921 году. В августе 1962 года штаб-квартира NBA была пренесена из США в Панаму, а организация сменила название с NBA на WBA из-за ужесточения законодательства США, особенно в сфере налогообложения и финансовой отчетности[3].
- Всемирный боксёрский совет (WBC), основан в 1963 году  при поддержке NYSAC, EBU, и спортивных комиссий 11 стран, позже стран которые присоеднились к Всемирному боксёрскому совету стало больше[4].
- Международная боксёрская федерация (IBF), основана в 1983 году на основе тогдашней американской боксёрской ассоциации USBA, после того как президент USBA Боб Ли проиграл выборы на пост главы WBA Хилберто Мендосе. К началу 1984 года значимость IBF стала сопостовимой WBA и WBC, после того как Ларри Холмс оставил пояс WBC вакантным и был объявлен чемпионом от набирающей обороты организации IBF[5].
- Всемирная боксерская организация (WBO), основана в 1988 году после того как доминиканские и пуэрториканские делегаты вышли из состава WBA. Долгие годы не признавалась WBC, WBA и IBF равными себе. В 2000 году организацию признала WBA, в 2004 — WBC, в 2007 — IBF. Последними признание получила от Японской спортивной комиссии (в 2012 году). В этом же году Японская спортивная комиссия признала и IBF[6].

## Критерии
- 1920—1963, боксёр обладавший титулами по версиям NYSAC и NBA (WBA).
- 1963—1984, боксёр обладавший титулами по версиям WBA и WBC.
- 1984—2007, боксёр обладавший титулами по версиям WBA, WBC и IBF .
- с 2007 года, боксёр обладавший титулами по версиям WBA, WBC, IBF и WBO.

## Список чемпионов

### Тяжёлая весовая категория
С 1920 по 1980 год границы тяжёлого веса начинались с отметки в 175 фунтов (от 79,4 кг)

С 1980 по 2003 год граница тяжёлого веса начиналась со 190 фунтов (от 86,2 кг)

С 2003 года границы тяжёлого веса начинаются с 200 фунтов (от 90,7 кг)
| Начало | Конец            | Фотография | Боксёр                                                                                      | Организации        |
| --- | ---------------- | ---------- | ------------------------------------------------------------------------------------------- | ------------------ |
| январь 1921 | 23 сентября 1926 |            | Джек Демпси (Был награждён новосозданным титулом NBA, уже будучи признанным до этого NYSAC) | NYSAC и NBA        |
| 23 сентября 1926 | 31 июля 1928     |            | Джин Танни                                                                                  | NYSAC и NBA        |
| 31 июля 1928 года Танни объявил о своём уходе из профессионального бокса, отказавшись от участия в чемпионском бою. |                  |            |                                                                                             |                    |
| 12 июня 1930 | 7 января 1931    |            | Макс Шмелинг                                                                                | NYSAC и NBA        |
| Шмелинг победил Джека Шарки в чемпионском бою, но был лишён титула Атлетической комиссией штата Нью-Йорк за отказ от реванша с Шарки. Титул оставался вакантным до 1932 года, когда Шмелинг и Шарки встретились вновь. |                  |            |                                                                                             |                    |
| 21 июня 1932 | 29 июня 1933     |            | Джек Шарки                                                                                  | NYSAC и NBA        |
| 29 июня 1933 | 14 июня 1934     |            | Примо Карнера                                                                               | NYSAC и NBA        |
| 14 июня 1934 | 13 июня 1935     |            | Макс Бэр                                                                                    | NYSAC и NBA        |
| 13 июня 1935 | 22 июня 1937     |            | Джеймс Брэддок                                                                              | NYSAC и NBA        |
| 22 июня 1937 | 1 марта 1949     |            | Джо Луис                                                                                    | NYSAC и NBA        |
| Чарльз выиграл вакантный чемпионский титул Национальной боксёрской ассоциации, но его не признавали абсолютным чемпионом, пока он не встретился с Джо Луисом 27 сентября 1950 года. |                  |            |                                                                                             |                    |
| 27 сентября 1950 | 18 июля 1951     |            | Эззард Чарльз                                                                               | NYSAC и NBA        |
| 18 июля 1951 | 23 сентября 1952 |            | Джерси Джо Уолкотт                                                                          | NYSAC и NBA        |
| 23 сентября 1952 | 27 апреля 19562  |            | Рокки Марчиано                                                                              | NYSAC и NBA        |
| 30 ноября 1956 | 26 июня 1959     |            | Флойд Паттерсон                                                                             | NYSAC и NBA        |
| 26 июня 1959 | 20 июня 1960     |            | Ингемар Йоханссон                                                                           | NYSAC и NBA        |
| 20 июня 1960 | август 1962      |            | Флойд Паттерсон                                                                             | NYSAC и NBA        |
| В августе 1962 года NBA переехали в Панаму и сменили название на WBA. |                  |            |                                                                                             |                    |
| август 1962 | 25 сентября 1962 |            | Флойд Паттерсон                                                                             | NYSAC и WBA        |
| 25 сентября 1962 | февраль 1963     |            | Сонни Листон                                                                                | NYSAC и WBA        |
| В феврале 1963 года была создана организация WBC, которая сразу же стала важной организацией, и признала чемпионом Сонни Листона |                  |            |                                                                                             |                    |
| февраль 1962 | 25 февраля 1964  |            | Сонни Листон                                                                                | NYSAC, WBA и WBC   |
| 25 февраля 1964 | 19 сентября 1964 |            | Кассиус Клей                                                                                | NYSAC, WBC и WBA   |
| Всемирная боксёрская ассоциация отозвала своё признание Клея, как чемпиона за его несогласие на немедленный матч-реванш против Листона, что в то время было нарушением правил организации. Всемирный боксёрский совет и другие организации продолжали признавать его.                                                                                |                  |            |                                                                                             |                    |
| 6 февраля 1967 | 28 апреля 1967   |            | Мухаммед Али                                                                                | NYSAC, WBC и WBA   |
| В начале 1967 года WBA и NYSAC отменили признание Али как чемпиона за его отказ пройти службу в армии США. WBC также пооддержали отстранение Али, но официально его лишили титула лишь в марте 1969 года. После 1970 года NYSAC перестала определять чемионов мира и состредоточилась только на непосредственной деятельности атлетической комиссии. |                  |            |                                                                                             |                    |
| 16 февраля 1970 | 22 января 1973   |            | Джо Фрейзер                                                                                 | WBC и WBA          |
| 22 января 1973 | 30 октября 1974  |            | Джордж Форман                                                                               | WBC и WBA          |
| 30 октября 1974 | 15 февраля 1978  |            | Мухаммед Али                                                                                | WBC и WBA          |
| 15 февраля 1978 | 18 марта 1978    |            | Леон Спинкс                                                                                 | WBC и WBA          |
| Спинкс был лишён титула чемпиона по версии WBA за отказ от боя против обязательного претендента Кена Нортона, ради реванша с Мухаммедом Али. |                  |            |                                                                                             |                    |
| 1 августа 1987 | 11 февраля 1990  |            | Майк Тайсон                                                                                 | WBC, WBA и IBF     |
| 11 февраля 1990 | 25 октября 1990  |            | Джеймс Дуглас                                                                               | WBC, WBA и IBF     |
| 25 октября 1990 | 13 ноября 1992   |            | Эвандер Холифилд                                                                            | WBC, WBA и IBF     |
| 13 ноября 1992 | 14 декабря 1992  |            | Риддик Боу                                                                                  | WBC, WBA и IBF     |
| Боу был лишён титула чемпиона по версии WBC за отказ от боя против обязательного претендента Леннокса Льюиса. |                  |            |                                                                                             |                    |
| 13 ноября 1999 | 29 апреля 2000   |            | Леннокс Льюис                                                                               | WBC, WBA и IBF     |
| Льюис был лишён титула чемпиона по версии WBA за отказ от боя против обязательного претендента Джона Руиса в пользу боя с Майклом Грантом. |                  |            |                                                                                             |                    |
| 18 мая 2024 | 26 июня 2024     |            | Александр Усик                                                                              | WBC, WBA, IBF, WBO |
| Усик освободил титул IBF так как должен провести реванш с Тайсоном Фьюри вместо встречи со своим обязательным претендентом Даниэлем Дюбуа. |                  |            |                                                                                             |                    |
| 19 июля 2025 | н.в.             |            | Александр Усик                                                                              | WBC, WBA, IBF, WBO |

### Первая тяжёлая весовая категория
С 1980 по 2003 год граница первого тяжёлого веса лимитировалась 190 фунтами (до 86,2 кг)

С 2003 года граница первого тяжёлого веса лимитируется 200 фунтами (до 90,7 кг)
| Начало                                                                                               | Конец         | Фотография | Боксёр           | Организации        |
| --- | ------------- | ---------- | ---------------- | ------------------ |
| 9 марта 1988                                                                                         | июль 1988     |            | Эвандер Холифилд | WBC, WBA и IBF     |
| Холифилд освободил все три титула после того, как перешёл в более тяжёлую весовую категорию.         |               |            |                  |                    |
| 7 января 2006                                                                                        | 6 апреля 2006 |            | О’Нил Белл       | WBC, WBA и IBF     |
| Белл был лишён титула по версии IBF за отказ драться с обязательным претендентом Стивом Каннингеном. |               |            |                  |                    |
| 22 июля 2018                                                                                         | 28 марта 2019 |            | Александр Усик   | WBC, WBA, WBO, IBF |
| Усик освободил титулы после того, как перешёл в тяжёлую весовую категорию                            |               |            |                  |                    |

### Полутяжёлая весовая категория (до 79,378 кг)
| Начало                                                                                     | Конец            | Фотография | Боксёр          | Организации        |
| ------------------------------------------------------------------------------------------ | ---------------- | ---------- | --------------- | ------------------ |
| 1 июня 1963                                                                                | 30 марта 1965    |            | Уилли Пастрано  | WBC и WBA          |
| 30 марта 1965                                                                              | 16 декабря 1966  |            | Хосе Торрес     | WBC и WBA          |
| 16 декабря 1966                                                                            | 24 мая 1968      |            | Дик Тайгер      | WBC и WBA          |
| 24 мая 1968                                                                                | 9 декабря 1970   |            | Боб Фостер      | WBC и WBA          |
| Фостер был лишён титула по версии WBA за отказ драться с обязательным претендентом.        |                  |            |                 |                    |
| 7 апреля 1972                                                                              | 16 сентября 1974 |            | Боб Фостер      | WBC и WBA          |
| 16 сентября 1974 года Фостер завершил карьеру.                                             |                  |            |                 |                    |
| 18 марта 1983                                                                              | 21 сентября 1985 |            | Майкл Спинкс    | WBC, WBA и IBF     |
| Спинкс освободил все три титула после того, как перешёл в более тяжёлую весовую категорию. |                  |            |                 |                    |
| 5 июня 1999                                                                                | 1 марта 2003     |            | Рой Джонс       | WBC, WBA и IBF     |
| Джонс освободил все три титула после того, как перешёл в более тяжёлую весовую категорию.  |                  |            |                 |                    |
| 12 октября 2024                                                                            | 23 февраля 2025  |            | Артур Бетербиев | WBC, IBF, WBO, WBA |

### Вторая средняя весовая категория (до 76,203 кг)
| Начало | Конец        | Фотография | Боксёр         | Организации         |
| --- | ------------ | ---------- | -------------- | ------------------- |
| 7 ноября 2021 | 26 июля 2024 |            | Сауль Альварес | WBC, WBA, IBF и WBO |
| Альварес был лишен титула IBF из-за того, что решил провести бой с Эдгаром Берлангой вместо обязательного претендента Уильяма Скалла. |              |            |                |                     |
| 3 мая 2025 | н.в.         |            | Сауль Альварес | WBC, WBA, IBF и WBO |

### Средняя весовая категория (до 72,574 кг)
| Начало | Конец            | Фотография | Боксёр          | Организации         |
| --- | ---------------- | ---------- | --------------- | ------------------- |
| 10 августа 1963                                                                                               | 12 декабря 1963  |            | Дик Тайгер      | WBC и WBA           |
| 12 декабря 1963                                                                                               | 21 октября 1965  |            | Джои Джарделло  | WBC и WBA           |
| 21 октября 1965                                                                                               | 25 апреля 1966   |            | Дик Тайгер      | WBC и WBA           |
| 17 апреля 1967                                                                                                | 29 сентября 1967 |            | Нино Бенвенути  | WBC и WBA           |
| 29 сентября 1967                                                                                              | 4 марта 1968     |            | Эмиль Гриффит   | WBC и WBA           |
| 4 марта 1968                                                                                                  | 7 ноября 1970    |            | Нино Бенвенути  | WBC и WBA           |
| 7 ноября 1970                                                                                                 | 9 февраля 1974   |            | Карлос Монсон   | WBC и WBA           |
| Монсон был лишён титула по версии WBC после отказа боксировать с обязательным претендентом Родриго Вальдесом. |                  |            |                 |                     |
| 26 июня 1976                                                                                                  | 22 мая 1978      |            | Карлос Монсон   | WBC и WBA           |
| 5 ноября 1977                                                                                                 | 30 июля 1977     |            | Родриго Вальдес | WBC и WBA           |
| 22 мая 1978                                                                                                   | 30 июня 1979     |            | Уго Корро       | WBC и WBA           |
| 30 июня 1979                                                                                                  | 16 марта 1980    |            | Вито Антуофермо | WBC и WBA           |
| 16 марта 1980                                                                                                 | 27 сентября 1980 |            | Алан Минтер     | WBC и WBA           |
| 27 сентября 1980                                                                                              | 6 июня 1987      |            | Марвин Хаглер   | WBC, WBA и IBF      |
| 29 сентября 2001                                                                                              | 16 июля 2005     |            | Бернард Хопкинс | WBC, WBA, IBF и WBO |
| 16 июля 2005                                                                                                  | 14 декабря 2006  |            | Джермен Тейлор  | WBC, WBA, IBF и WBO |

### Первая средняя весовая категория (до 69,85 кг)
| Начало          | Конец           | Фотография | Боксёр          | Организации        |
| --------------- | --------------- | ---------- | --------------- | ------------------ |
| 20 октября 1962 | 29 апреля 1963  |            | Динни Мойер     | WBC и WBA          |
| 29 апреля 1963  | 7 сентября 1963 |            | Ральф Дюпас     | WBC и WBA          |
| 7 сентября 1963 | 18 июня 1965    |            | Сандро Маццинги | WBC и WBA          |
| 18 июня 1965    | 25 июня 1966    |            | Нино Бенвенути  | WBC и WBA          |
| 25 июня 1966    | 25 июня 1966    |            | Ким Ги Су       | WBC и WBA          |
| 26 мая 1968     | 25 октября 1968 |            | Сандро Маццинги | WBC и WBA          |
| 17 марта 1969   | 9 июля 1970     |            | Фредди Литтл    | WBC и WBA          |
| 9 июля 1970     | 31 октября 1971 |            | Кармело Босси   | WBC и WBA          |
| 31 октября 1971 | 4 июня 1974     |            | Коити Вадзима   | WBC и WBA          |
| 4 июня 1974     | 21 января 1975  |            | Оскар Альбарадо | WBC и WBA          |
| 21 января 1975  | 22 марта 1975   |            | Коити Вадзима   | WBC и WBA          |
| 13 марта 2004   | 20 ноября 2004  |            | Уинки Райт      | WBC, WBA и IBF     |
| 14 мая 2022     | 1 октября 2023  |            | Джермелл Чарло  | WBC, WBA, IBF, WBO |

### Полусредняя весовая категория (до 66,678 кг)
| Начало                                                                                       | Конец            | Фотография | Боксёр                | Организации        |
| -------------------------------------------------------------------------------------------- | ---------------- | ---------- | --------------------- | ------------------ |
| 21 марта 1963                                                                                | 8 июня 1963      |            | Луис Мануэль Родригес | WBC и WBA          |
| 8 июня 1963                                                                                  | 10 декабря 1965  |            | Эмиль Гриффит         | WBC и WBA          |
| Гриффит освободил титулы чемпиона после того, как перешёл в более тяжёлую весовую категорию. |                  |            |                       |                    |
| 28 ноября 1966                                                                               | 18 апреля 1969   |            | Кёртис Кокс           | WBC и WBA          |
| 18 апреля 1969                                                                               | 3 декабря 1970   |            | Хосе Наполес          | WBC и WBA          |
| 3 декабря 1970                                                                               | 4 июня 1971      |            | Билли Бэкас           | WBC и WBA          |
| 4 июня 1971                                                                                  | май 1975         |            | Хосе Наполес          | WBC и WBA          |
| 16 сентября 1981                                                                             | 15 февраля 1982  |            | Шугар Рэй Леонард     | WBC и WBA          |
| 6 декабря 1985                                                                               | 27 сентября 1986 |            | Дональд Карри         | WBC, WBA и IBF     |
| 27 сентября 1986                                                                             | 1987             |            | Ллойд Хониган         | WBC, WBA и IBF     |
| 13 декабря 2003                                                                              | 5 февраля 2005   |            | Кори Спинкс           | WBC, WBA и IBF     |
| 5 февраля 2005                                                                               | 7 января 2006    |            | Заб Джуда             | WBC, WBA и IBF     |
| 29 июля 2023                                                                                 | 9 ноября 2023    |            | Теренс Кроуфорд       | WBC, WBA, IBF, WBO |

### Первая полусредняя весовая категория (до 63,503 кг)
| Начало | Конец           | Фотография | Боксёр          | Организации         |
| --- | --------------- | ---------- | --------------- | ------------------- |
| 21 марта 1963 | 15 июня 1963    |            | Роберто Крус    | WBC и WBA           |
| 15 июня 1963 | 18 января 1965  |            | Эдди Перкинс    | WBC и WBA           |
| 18 января 1965 | 29 апреля 1966  |            | Карлос Эрнандес | WBC и WBA           |
| 29 апреля 1966 | 30 апреля 1967  |            | Сандро Лопополо | WBC и WBA           |
| 30 апреля 1967 | 16 ноября 1967  |            | Такэси Фудзи    | WBC и WBA           |
| 3 ноября 2001 | 19 января 2003  |            | Костя Цзю       | WBC, WBA и IBF      |
| Цзю лишили чемпионских титулов по версиям WBC и WBA по причине его длительной неактивности из-за травм.                                       |                 |            |                 |                     |
| 19 августа 2017 | 30 августа 2017 |            | Теренс Кроуфорд | WBC, WBA, IBF и WBO |
| Кроуфорд отказался от титула IBF не пожелав немедленно проводить обязательную защиту титула против Сергея Липинца и перешел на категорию выше |                 |            |                 |                     |
| 22 мая 2021 | 14 мая 2022     |            | Джош Тейлор     | WBC, WBA, IBF и WBO |

### Лёгкая весовая категория (до 61,235 кг)
| Начало                                                                              | Конец            | Фотография | Боксёр          | Организации        |
| ----------------------------------------------------------------------------------- | ---------------- | ---------- | --------------- | ------------------ |
| 7 апреля 1963                                                                       | 10 апреля 1965   |            | Карлос Ортис    | WBC и WBA          |
| 10 апреля 1965                                                                      | 13 ноября 1965   |            | Исмаэль Лагуна  | WBC и WBA          |
| 13 ноября 1965                                                                      | 29 июня 1968     |            | Карлос Ортис    | WBC и WBA          |
| 29 июня 1968                                                                        | 18 февраля 1969  |            | Карлос Крус     | WBC и WBA          |
| 18 февраля 1969                                                                     | 3 марта 1970     |            | Мандо Рамос     | WBC и WBA          |
| 3 марта 1970                                                                        | 15 сентября 1970 |            | Исмаэль Лагуна  | WBC и WBA          |
| 12 февраля 1971                                                                     | 25 июня 1971     |            | Кен Бучанан     | WBC и WBA          |
| Бучанан был лишён титула по версии WBC после разногласий с контрактом.              |                  |            |                 |                    |
| 21 января 1978                                                                      | январь 1979      |            | Роберто Дуран   | WBC и WBA          |
| Дюран освободил титулы после того, как перешёл в более тяжёлую весовую категорию.   |                  |            |                 |                    |
| 11 августа 1990                                                                     | 18 января 1992   |            | Пернелл Уитакер | WBC, WBA и IBF     |
| Уитакер освободил титулы после того, как перешёл в более тяжёлую весовую категорию. |                  |            |                 |                    |
| 5 июня 2022                                                                         | 1 августа 2023   |            | Девин Хейни     | WBC, WBA, IBF, WBO |

### Вторая полулёгкая весовая категория (до 58,967 кг)
| Начало                                                                              | Конец           | Фотография | Боксёр          | Организации |
| ----------------------------------------------------------------------------------- | --------------- | ---------- | --------------- | ----------- |
| 16 февраля 1963                                                                     | 15 июня 1967    |            | Габриэль Элорде | WBC и WBA   |
| 15 июня 1967                                                                        | 14 декабря 1967 |            | Ёсиаки Нумата   | WBC и WBA   |
| 14 декабря 1967                                                                     | 19 января 1969  |            | Хироси Кобаяси  | WBC и WBA   |
| Кобояси был лишён титула по версии WBC за отказ от боя с обязательным претендентом. |                 |            |                 |             |

### Полулёгкая весовая категория (до 57,153 кг)
| Начало                                                             | Конец            | Фотография | Боксёр            | Организации |
| ------------------------------------------------------------------ | ---------------- | ---------- | ----------------- | ----------- |
| 21 марта 1963                                                      | 29 сентября 1964 |            | Шугар Рамос       | WBC и WBA   |
| 29 сентября 1964                                                   | 14 октября 1967  |            | Висенте Сальдивар | WBC и WBA   |
| Сальдивар завершил карьеру после очередной успешной защиты титула. |                  |            |                   |             |

### Вторая легчайшая весовая категория (до 55,225 кг)
| Начало          | Конец | Фотография | Боксёр     | Организации         |
| --------------- | ----- | ---------- | ---------- | ------------------- |
| 26 декабря 2023 | н. в. |            | Наоя Иноуэ | WBC, WBA, WBA, WBC. |

### Легчайшая весовая категория (до 53,525 кг)
| Начало                                                                                     | Конец          | Фотография | Боксёр         | Организации        |
| ------------------------------------------------------------------------------------------ | -------------- | ---------- | -------------- | ------------------ |
| 19 марта 1972                                                                              | 29 июля 1972   |            | Рафаэль Эррера | WBC и WBA          |
| 29 июля 1972                                                                               | 4 апреля 1973  |            | Энрике Пиндер  | WBC и WBA          |
| Пиндер был лишён титула по версии WBC за отказ от защиты против обязательного претендента. |                |            |                |                    |
| 13 декабря 2022                                                                            | 14 января 2023 |            | Наоя Иноуэ     | WBA, IBF, WBC, WBO |
| Иноуэ освободил титулы после того, как перешёл в более тяжёлую весовую категорию.          |                |            |                |                    |

### Вторая наилегчайшая весовая категория (до 52,163 кг)
| Начало      | Конец         | Фотография | Боксёр         | Организации |
| ----------- | ------------- | ---------- | -------------- | ----------- |
| 5 июля 1984 | 30 марта 1986 |            | Дзиро Ватанабэ | WBC и WBA   |

### Наилегчайшая весовая категория (до 50,802 кг)
| Начало      | Конец       | Фотография | Боксёр      | Организации |
| ----------- | ----------- | ---------- | ----------- | ----------- |
| 6 июня 1923 | 4 июля 1925 |            | Панчо Вилья | NYSAC       |